# Dragon Gate USA
Dragon Gate USA (DGUSA) — американский рестлинг-промоушен, основанный в 2009 году как международное подразделение японского промоушена Dragon Gate. Гейб Сапольски, бывший главный букер Ring of Honor, занимал пост вице-президента промоушена.

## История
В Dragon Gate USA выступали постоянные члены ростера Dragon Gate, а также известные американские рестлеры. Все титулы Dragon Gate были признаны Dragon Gate USA.
В июне 2009 года было объявлено, что Dragon Gate USA подписала соглашение о съемках своих шоу для трансляций на PPV. В августе 2009 года было объявлено, что Dragon Gate USA подписала соглашение с The Fight Network о трансляции материалов DGUSA на телевидении.
Первый чемпион Open the Freedom Gate был коронован после турнира, проведенного на шоу DGUSA Freedom Fight 28 ноября 2009 года. Это был главный титул Dragon Gate USA.
7 сентября 2010 года Dragon Gate USA объявила о партнерстве с Go Fight Live и о том, что их первый прямой интернет-эфир, Bushido: Way of the Warrior (позже переименованное в Bushido: Code of the Warrior), состоится 29 октября.
Осенью 2010 года DGUSA объявила о том, что проведет турнир, чтобы короновать первых чемпионов Open the United Gate, которые станут их командными чемпионами. 13 декабря 2010 года было объявлено, что турнир будет состоять из четырех команд и пройдет в течение трех шоу с 28 по 30 января 2011 года.
25 ноября 2011 года Dragon Gate USA и Evolve объявили об объединении двух промоушенов. Dragon Gate USA и Evolve по-прежнему будут проводить отдельные мероприятия, но у них будут общие ростеры, включая группировки, а Evolve признает титулы Open the Freedom Gate и Open the United Gate в качестве двух главных чемпионскиз титулов, пока не учредит свой собственный титул чемпиона Evolve в 2012 году. 18 сентября 2013 года Вито Лограссо объявил, что его новая школа рестлинга подписала соглашение о том, что она будет центром развития DGUSA.
В ноябре 2014 года Dragon Gate USA, вместе с Evolve, Full Impact Pro (FIP) и Shine Wrestling, все под баннером WWNLive, провели тур по Китаю. В следующем месяце WWNLive объявила о долгосрочном соглашении с Great-Wall International Sports Management на регулярные туры по Азии, начиная с весны 2015 года. 22 декабря WWNLive объявила, что переводит Dragon Gate USA на паузу на неопределенный срок, пока промоушен не сможет привлечь больше японских рестлеров для своих шоу.
В 2015 году WWNLive открыла тренировочный центр в Тринити, Флорида, под названием World Wrestling Network Academy, который Dragon Gate USA делит с Evolve, FIP и Shine.
2 июля 2020 года видеотека Dragon Gate USA вместе с активами Evolve была куплена WWE.